# Naruto Uzumaki
Naruto Uzumaki (うずまき ナルト, Uzumaki Naruto) is een personage in de anime- en manga-franchise Naruto, gecreëerd door Masashi Kishimoto. Als ninja uit het fictieve dorp Konoha speelt hij de titelrol in de serie.